# Antônio Borges da Fonseca
Antônio Borges da Fonseca (Paraíba, 1808 — Nazaré da Mata, 1872) foi um jornalista brasileiro, destacando-se nos eventos que levaram à Abdicação de Dom Pedro I e como um dos líderes da Revolução Praieira. 
Filho de um jovem da aristocracia rural paraibana e de uma escrava índia, foi criado ora em Recife pela família paterna, de militares e políticos, ora na Paraíba pela mãe índia. Fez seus estudos secundários no Liceu Pernambucano. Apesar de nunca ter estudado no Seminário de Olinda, recebeu muita influência destes padres. Foi por intermédio deles que aprendeu o Francês e iniciou-se no iluminismo ibérico. Ávido leitor de Rousseau, teve suas ideias marcadas por este pelo resto de sua vida. Fundou vários jornais no Rio de Janeiro, Pernambuco e Paraíba. O mais famoso deles foi O Repúblico, que fundou no Rio de Janeiro em 1830, aos 22 anos de idade, tendo ficado conhecido por este apelido. Foi presidente nacional do Partido Liberal Brasileiro. Teve participação importante nos acontecimentos que determinaram a abdicação de Pedro I. No Rio casou com Maria da Conceição, com quem teria seis filhos, 4 meninos (Bento, ...?) e duas meninas (Ana e Maria). Com a queda do Imperador retornou para a Paraíba em 1832 onde ocupou o cargo de Secretário de Governo. Pouco afeito ao poder e a rotina, logo afasta-se do cargo e retorna para o Recife. Grande orador, assumiu com brilhantismo causas jurídicas e mesmo sem ter o título de bacharel em Direito, tinha a maior banca de advocacia do Recife em sua época. Só no futuro, aos 50 anos de idade conquistou um título de doutor honoris causa pela Universidade de Rostock - Alemanha.
Foi o primeiro jornalista da Paraíba e fundador do seu segundo jornal. Foi o primeiro jornalista brasileiro a ser enquadrado na Lei de Imprensa. Foi a júri na Paraíba e fez sua auto defesa. Foi absolvido. Editou cerca de vinte e cinco periódicos liberais entre eles o Gazeta Paraibana, Repúblico, a Abelha Pernambucana, a Paraibana, o Nazareno, O Tribuno e Compatriotas.
Nativista, talvez influenciado por Cipriano Barata, seu amigo, impôs em seus jornais termos regionalistas e escrevia as palavras mais guiado pela fonética que pelas regras ortográficas. Isto facilitava a leitura de seus artigos pelo povo, onde tinha grande influência e liderança. Por isso foi muito criticado pelos eruditos da época. Foi o Guimarães Rosa do século XIX.
Apesar de ser uma posição impopular na época, foi um grande crítico da Guerra do Paraguai e achava que o Brasil teria de estar empenhado - junto com os EEUU e a Inglaterra, na construção do Canal do Panamá, assumindo assim sua condição de país líder da América do Sul.
Foi um dos líderes da Revolução Praieira, em Pernambuco, em 1848. Suas forças foram as últimas a serem capturadas e Borges da Fonseca deixou a fama de homem de grande liderança e coragem no comando de suas tropas. Cumpriu pena na Ilha de Fernando de Noronha.
Faleceu em Nazaré da Mata, em 1872, na casa de sua filha Ana, casada com seu correligionário João Batista do Amaral e Mello, descendente de Bernardo Vieira de Mello.
Borges da Fonseca então, tinha se transformado numa lenda viva, um mito que sobrevivia a si mesmo. Suas ideias, suas posições e as lutas que participara, transformaram-no num personagem de projeção nacional, admirado, temido, odiado.